# Giovanni Dolfin (1617-1699)
Giovanni Dolfin, talvolte Delfino, (Venezia, 22 aprile 1617 – Udine, 20 luglio 1699) è stato un cardinale, patriarca cattolico e drammaturgo italiano.

## Biografia
Pronipote dell'altro cardinale Giovanni Dolfin, conseguì la laurea in diritto ed entrò subito a far parte della vita pubblica veneziana, ricoprendo prestigiose cariche: appena trentatreenne fu eletto senatore. Nel 1651 fu proposto anche come ambasciatore della Serenissima alla corte di Francia, ma fu costretto a chiedere la dispensa a causa delle incombenze familiari.
Fu quindi senatore della repubblica veneziana poi, abbandonata la vita civile per quella religiosa, dopo vari incarichi ecclesiastici fu consacrato vescovo titolare di Tagaste. Nel 1656 Girolamo Gradenigo lo volle suo coadiutore nel Patriarcato di Aquileia. Gli successe in qualità di patriarca l'anno dopo, nel 1657.
Su istanza della Repubblica di Venezia il 7 marzo 1667, papa Alessandro VII lo nominò cardinale di San Salvatore in Lauro e poi dei Santi Vito, Modesto e Crescenzia. Fu abate commendatario della abbazia di Rosazzo dal 1668 fino alla morte.
Partecipò al conclave del 1667, a quello del 1669-1670, a quello del 1676, a quello del 1689 e infine a quello del 1691; anzi durante quest'ultimo il suo nome rientrò tra quelli dei papabili ma la sua elezione fu bloccata dagli spagnoli che non vedevano di buon occhio un veneziano sul soglio pontificio.
Il Dolfin scrisse quattro tragedie: Cleopatra, Il Medoro, Lucrezia e Creso, elogiate da Girolamo Tiraboschi:
(Girolamo Tiraboschi, Storia della letteratura italiana, Milano, 1824, Tomo VIII, pag. 732)
Fu autore anche di poesie, di riflessioni su Tacito e Sallustio e di dieci dialoghi in prosa d'argomento scientifico, di cui uno solo è stato pubblicato, questo dedicato all'astronomia.
È morto nel 1699 all'età di ottantadue anni, ed è stato sepolto a Venezia nella chiesa di San Michele di Murano.

## Genealogia episcopale e successione apostolica
La genealogia episcopale è:
- Cardinale Tolomeo Gallio
- Vescovo Cesare Speciano
- Patriarca Andrés Pacheco
- Cardinale Agostino Spinola
- Cardinale Giulio Cesare Sacchetti
- Cardinale Ciriaco Rocci
- Cardinale Carlo Carafa della Spina, C.R.
- Cardinale Giovanni Dolfin

La successione apostolica è:
- Patriarca Alvise Sagredo (1678)

## Ascendenza
|                              |   |                            | Genitori          |  |  | Nonni |  |  | Bisnonni                 |  |  | Trisnonni                  |  |
|                              |   |                            |                   |  |  |       |  |  | Giuseppe "Iseppo" Dolfin |  |  | Benedetto "Benetto" Dolfin |  |
|                              |   |                            |                   |  |  |       |  |  | Giuseppe "Iseppo" Dolfin |  |  | Benedetto "Benetto" Dolfin |  |
|                              |   | …                          |                   |  |  |       |  |  | Giuseppe "Iseppo" Dolfin |  |  |                            |  |
| Pietro Dolfin                |   |                            |                   |  |  |       |  |  | Giuseppe "Iseppo" Dolfin |  |  |                            |  |
|                              |   | Maria Contarini            | Dionigi Contarini |  |  |       |  |  |                          |  |  |                            |  |
|                              |   | Maria Contarini            | Dionigi Contarini |  |  |       |  |  |                          |  |  |                            |  |
|                              |   | Maria Contarini            | …                 |  |  |       |  |  |                          |  |  |                            |  |
| Nicolò Dolfin                |   | Maria Contarini            |                   |  |  |       |  |  |                          |  |  |                            |  |
|                              |   | Giovanni Francesco Grimani | …                 |  |  |       |  |  |                          |  |  |                            |  |
|                              |   | Giovanni Francesco Grimani | …                 |  |  |       |  |  |                          |  |  |                            |  |
|                              |   | Giovanni Francesco Grimani | …                 |  |  |       |  |  |                          |  |  |                            |  |
| Paolina Grimani              |   | Giovanni Francesco Grimani |                   |  |  |       |  |  |                          |  |  |                            |  |
|                              |   | …                          | …                 |  |  |       |  |  |                          |  |  |                            |  |
|                              |   | …                          | …                 |  |  |       |  |  |                          |  |  |                            |  |
|                              |   | …                          | …                 |  |  |       |  |  |                          |  |  |                            |  |
| Giovanni Dolfin              |   | …                          |                   |  |  |       |  |  |                          |  |  |                            |  |
|                              | … | …                          |                   |  |  |       |  |  |                          |  |  |                            |  |
|                              | … | …                          |                   |  |  |       |  |  |                          |  |  |                            |  |
|                              | … | …                          |                   |  |  |       |  |  |                          |  |  |                            |  |
| Angelo Priuli                | … |                            |                   |  |  |       |  |  |                          |  |  |                            |  |
|                              |   | …                          | …                 |  |  |       |  |  |                          |  |  |                            |  |
|                              |   | …                          | …                 |  |  |       |  |  |                          |  |  |                            |  |
|                              |   | …                          | …                 |  |  |       |  |  |                          |  |  |                            |  |
| Elisabetta "Isabetta" Priuli |   | …                          |                   |  |  |       |  |  |                          |  |  |                            |  |
|                              |   | …                          | …                 |  |  |       |  |  |                          |  |  |                            |  |
|                              |   | …                          | …                 |  |  |       |  |  |                          |  |  |                            |  |
|                              |   | …                          | …                 |  |  |       |  |  |                          |  |  |                            |  |
| …                            |   | …                          |                   |  |  |       |  |  |                          |  |  |                            |  |
|                              |   | …                          | …                 |  |  |       |  |  |                          |  |  |                            |  |
|                              |   | …                          | …                 |  |  |       |  |  |                          |  |  |                            |  |
|                              |   | …                          | …                 |  |  |       |  |  |                          |  |  |                            |  |
|                              |   | …                          |                   |  |  |       |  |  |                          |  |  |                            |  |

## Opere letterarie
- Parnaso dell'Em.mo Cardinal Delfino, vol. 1, Utrecht, Willem Kroon, 1730.
- Parnaso dell'Em.mo Cardinal Delfino, vol. 2, Utrecht, Willem Kroon, 1730.
- Le tragedie di Giovanni Delfino senatore veneziano, poi patriarca d'Aquileja, e cardinale di Santa Chiesa, cioè La Cleopatra, Il Creso, La Lucrezia, Il Medoro, ora la prima volta alla sua vera lezione ridotte; e illustrate col Dialogo apologetico dell'autore, non più stampato, Padua, Giuseppe Comino, 1733.
- Rituale Romano Illustrato, 1749
- F. Anselmo (a cura di), Della Terra, Messina, Peloritana Editrice, 1962.
- Cleopatra, 1994
- Rime scelte, 1995
- Nuove rime scelte, 1999